# VN-Instituut voor Opleiding en Onderzoek
De VN-Instituut voor Opleiding en Onderzoek (Engels: United Nations Institue for Training and Research, afgekort UNITAR) is een speciale trainingstak van het systeem van de Verenigde Naties. UNITAR biedt trainings- en capaciteitsontwikkelingsactiviteiten om voornamelijk ontwikkelingslanden te helpen met speciale aandacht voor de minst ontwikkelde landen (Engels: Least Developed Countries, LDCs),  Small Island Developing States (SIDS) en andere groepen en gemeenschappen die het meest kwetsbaar zijn, inclusief die in conflictsituaties.

## Geschiedenis
Het idee van een opleidings- en onderzoeksinstituut van de Verenigde Naties werd voor het eerst genoemd in een resolutie van de Algemene Vergadering van de VN uit 1962. UNITAR werd opgericht in 1963 , na de aanbeveling van de Economische en Sociale Raad van de VN aan de Algemene Vergadering, die de Secretaris-generaal van de VN opdracht gaf een Instituut van de Verenigde Naties voor Opleiding en Onderzoek op te richten als een autonoom orgaan binnen het VN-systeem.
De oprichting van UNITAR viel samen met de toevoeging van 36 staten sinds 1960, waaronder 28 Afrikaanse staten aan de Verenigde Naties. Die ongekende golf van dekolonisatie creëerde een kritieke behoefte aan hulp, omdat veel van de nieuwe onafhankelijke staten niet de capaciteit hadden om hun jonge diplomaten op te leiden. Gevormd door de eerste vier uitvoerend directeuren, oorspronkelijk afkomstig uit nieuwe onafhankelijke Afrikaanse staten, werd de visie van het Instituut op opleiding ontwikkeld rekening houdend met de behoeften en prioriteiten van de ontvangende landen.
UNITAR begon zijn werking in maart 1965. Het instituut had oorspronkelijk zijn hoofdkantoor in New York. In 1993 werd het hoofdkwartier van UNITAR overgebracht naar Genève (Zwitserland).

## Organisatie
Het instituut biedt trainings- en leerdiensten aan nationale en lokale overheidsfunctionarissen van VN-lidstaten en vertegenwoordigers van het maatschappelijk middenveld van over de hele wereld. UNITAR streeft ernaar om te reageren op de groeiende vraag van VN-lidstaten, met name de minst ontwikkelde landen, naar capaciteitsontwikkeling op de thematische gebieden van de Agenda 2030 voor duurzame ontwikkeling.
UNITAR helpt overheden om klimaatverandering, chemicaliën- en afvalbeheer en groene economie te begrijpen. Het instituut helpt ook ministeries van Financiën door middel van zijn cursussen over het beheer van de overheidsschuld, financiën en handel, en het biedt overheidsfunctionarissen training in vredeshandhaving en conflictpreventie. Via het VN-Satelliet Centrum (Engels: United Nations Satellite Centre, UNOSAT) ondersteunt het Instituut fondsen, programma's, gespecialiseerde agentschappen en lidstaten van de Verenigde Naties met analyse van satellietbeelden over hun respectieve grondgebieden, en biedt het training en capaciteitsontwikkeling in het gebruik van geo-spatiale informatietechnologieën.
Sinds 2003 biedt UNITAR cursussen om gemeentelijke en regionale leiders te ondersteunen die te maken hebben met complex overheidsbeleid.
Een andere taak van het instituut is het organiseren van kennisuitwisselingsevenementen voor de secretaris-generaal van de VN, waaronder het jaarlijkse seminar voor speciale vertegenwoordigers van de secretaris-generaal van de VN en strategische vergaderingen voor VN-afdelingen. UNITAR leidt ook initiatieven van de VN tussen agentschappen, zoals het ene VN-leerplatform over klimaatverandering of de Global Migration Group.
De onderzoeksactiviteiten van UNITAR richten zich op kennissystemen en hun praktische toepassingen. Zij ondersteunen de opleidingsactiviteiten van het Instituut door het aanbieden van leeromgevingen die zijn aangepast aan de behoeften van lerende volwassenen, waardoor de toename, efficiëntie en reikwijdte van de capaciteitsontwikkelingsactiviteiten van het Instituut worden vergemakkelijkt.

## Financiering
UNITAR is een projectmatige organisatie en ontvangt geen geld uit het reguliere budget van de Verenigde Naties. Het instituut wordt volledig gefinancierd uit vrijwillige bijdragen, voornamelijk van VN-lidstaten, andere VN-agentschappen, internationale en intergouvernementele organisaties, NGO's en de particuliere sector.

## Kantoren
Het hoofdkantoor is gevestigd in Genève (Zwitserland), aangevuld met drie postkantoren in New York (VS), Hiroshima (Japan) en Bonn (Duitsland); twee projectbureaus in Port Harcourt (Nigeria) en Juba (Zuid-Soedan); en twee UNITAR-UNOSAT-centra in Bangkok (Thailand) en Nairobi (Kenia).
UNITAR verzorgt ook trainingen via zijn CIFAL Global Network (Centre International de Formation des Autorités et Leaders) bestaande uit 22 internationale, geassocieerde trainingscentra. Deze CIFAL-centra bevinden zich in Azië, Afrika, Australië, Europa, Noord- en Zuid-Amerika en het Caribisch gebied.

## Werkgebieden
UNITAR heeft trainingsexpertise op het gebied van multilaterale diplomatie, conflictpreventie en vredesopbouw, vredeshandhaving, aanpassing aan klimaatverandering, groene economie, milieubeheer, chemicaliën- en afvalbeheer, lokaal bestuur, evenals overheidsfinanciën en handel, en het ondersteunen van samenhang voor de Agenda 2030 onder andere. UNITAR dient ook als een onderzoekscentrum voor de toepassing van satellietbeelden op humanitaire, conflict- of rampsituaties, via UNOSAT, het satelliet centrum van de Verenigde Naties.
Het werk van het instituut is georganiseerd onder vijf pijlers:
- Bevordering van vrede en rechtvaardige en inclusieve samenlevingen
- Welvaart door duurzame economische groei
- Mensen en sociale inclusie
- Planeet, milieubescherming en -herstel, en klimaatverandering
- Optimalisering van het gebruik van technologie en ondersteuning van samenhang voor de Agenda 2030

## Leiding

### Uitvoerend directeur
De uitgebreide ervaring van de voormalige uitvoerend directeuren en hun diepgaande kennis van de uitdagingen waarmee de nieuwe onafhankelijke landen worden geconfronteerd, speelden een sleutelrol in het succesvolle werk van het instituut. Naast hun ervaring in de diplomatieke dienst en hun politieke activisme – in het bijzonder een krachtige antikoloniale houding – hadden ze zich allemaal onderscheiden door hun theoretische bijdragen, academisch onderzoek en onderwijs. Hun prestaties omvatten ook bijdragen aan literatuur of journalistiek. De Executive Director wordt meestal aangesteld vanaf 1 januari van het jaar volgend op hun benoeming.
| Naam                      | Periode    |
| ------------------------- | ---------- |
| Gabriel d'Arboussier      | 1965-1967  |
| Simeon Abedo              | 1969-1971  |
| Davidson Nicol            | 1972-1981  |
| Michel Doo-Kingué         | 1983-1991  |
| Marcel André Boisard      | 1992-2007  |
| Carlos Lopes              | 2007-2011  |
| Sally Fegan-Wyles         | 2012-2014  |
| Nikhil Seth               | 2015-2025  |
| Michelle Gyles-McDonnough | 2025-heden |